# لارا کوکس
لارا کوکس (به انگلیسی: Lara Cox) (زاده ۶ مارس ۱۹۷۸) بازیگر استرالیایی است.
از فیلم‌های معروف او می‌توان به بازی در فیلم تفنگدار دریایی ۲ اشاره کرد.